# Біллі Мередіт
Біллі Мередіт (англ. Billy Meredith; нар. 30 серпня 1874, Чірк — пом. 19 квітня 1958, Манчестер) — колишній валійський футболіст, що грав на позиції нападника. Відомий, зокрема, виступами за «Манчестер Сіті», «Манчестер Юнайтед», а також національну збірну Уельсу. Входить до списку «100 легенд Футбольної ліги».

## Кар'єра
Біллі Мередіт народився у невеликому шахтарському поселенні Блек Парк біля Чірка. В юності він працював у вугільній шахті погоничем поні. Свою футбольну кар'єру Біллі почав у місцевому клубі «Чірк». У спробі звести кінці з кінцями Біллі грав не тільки за «Чірк», але й прийняв пропозицію англійської «Нортвіч Вікторія». Повернувшись у «Чірк», здобув з валійським клубом у 1894 році Кубок Уельсу, після чого у жовтні він приєднався до «Манчестер Сіті». У його дебютному матчі команда програла «Ньюкасл Юнайтед» з рахунком 4-5. У наступному матчі «городяни» зіткнулися з місцевими суперниками «Ньютон Хіт», а Мередіт забив два голи. З «Манчестер Сіті» Біллі здобув Кубок Англії 1903-04 та двічі ставав переможцем Другого дивізіону.
У 1905 році розгорівся корупційний скандал — гравець «Астон Вілли» звинуватив Біллі Мередіта у спробі підкупу. Валієць відкинув ці звинувачення. В ході скондалу з'ясувалося, що манчестерський клуб регулярно перевищував зарплатний максимум, встановлений асоціацією. За це Футбольна асоціація Англії дискваліфікувала Біллі Мередіта і шістнадцять інших гравців «Сіті» на 18 місяців.
У травні 1906 року «Манчестер Юнайтед» підписав Мередіта як вільного агента ще до закінчення його покарання, заплативши йому за перехід всього £500. 1 січня 1907 року Біллі вперше після дискваліфікації вийшов на поле у офіційній грі і відзначився гольовим пасом у грі проти «Астон Вілли». З того часу Біллі Мередіт став візитною карткою клубу. За час виступів у «Манчестер Юнайтед» він двічі в сезонах 1907–08 і 1910–11 ставав чемпіоном Англії, завоював Кубок Англії в сезоні 1908–09 та Суперкубок Англії у 1908 та 1911 роках.
У 1921 році 47-річний Мередіт повернувся в «Сіті». У 1924 році він забив гол у матчі Кубка Англії проти «Брайтон енд Гоув Альбіон». Його останнім матчем у професійній кар'єрі стала гра з «Ньюкаслом» в Кубку Англії 29 березня 1924 року. На той момент йому було 49 років і 245 днів, що є рекордом Кубка Англії.

## Титули і досягнення
«Чірк»
- Кубок Уельсу
  - Володар (1): 1893-94
  - Фіналіст (1): 1892-93

 «Манчестер Сіті»
- Кубок Англії
  - Володар (1): 1903-04

 «Манчестер Юнайтед»
- Чемпіонат Англії
  - Чемпіон (2): 1907–08, 1910–11
- Кубок Англії
  - Володар (1): 1908–09
- Суперкубок Англії
  - Володар (2): 1908, 1911

 Збірна Уельсу

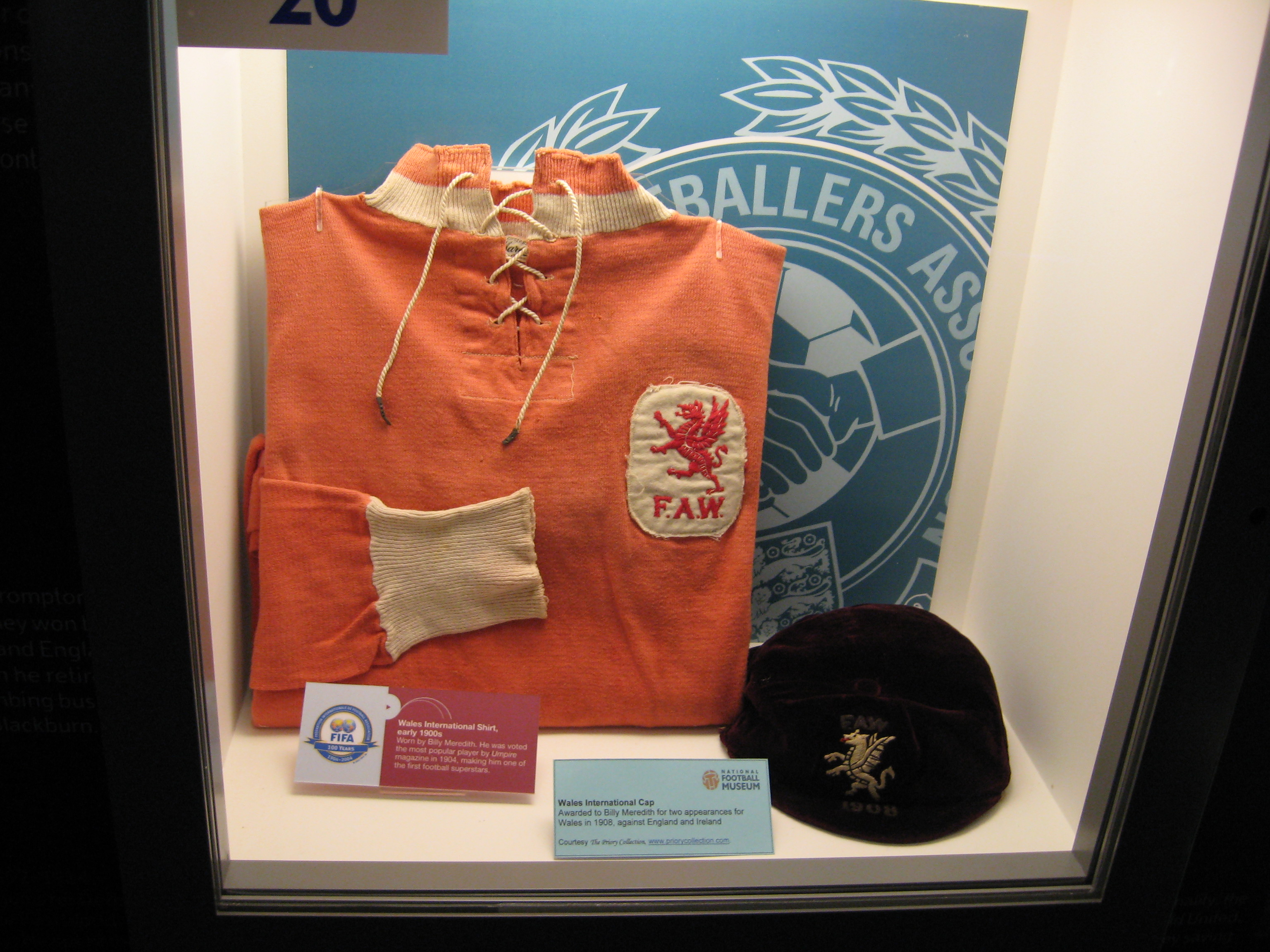
Футболка Біллі Мередіта у Національному музеї футболу. Манчестер.

- Домашній чемпіонат Великої Британії
  - Чемпіон (2): 1906–07, 1919–20